# Marc Lee

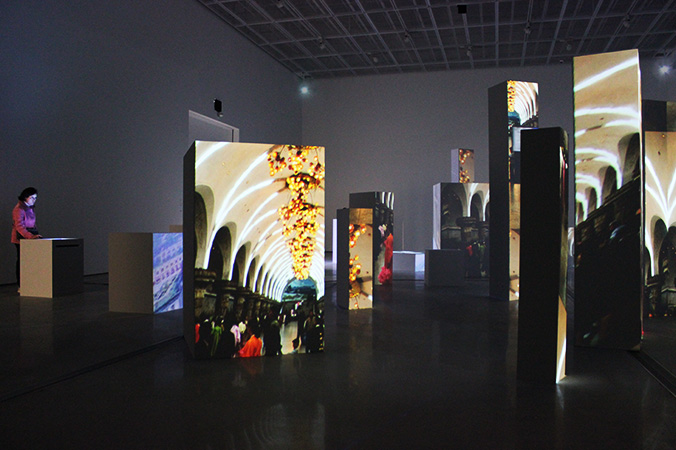
10.000 Moving Cities, 2013, National Museum of Modern and Contemporary Art, Seoul, Corea

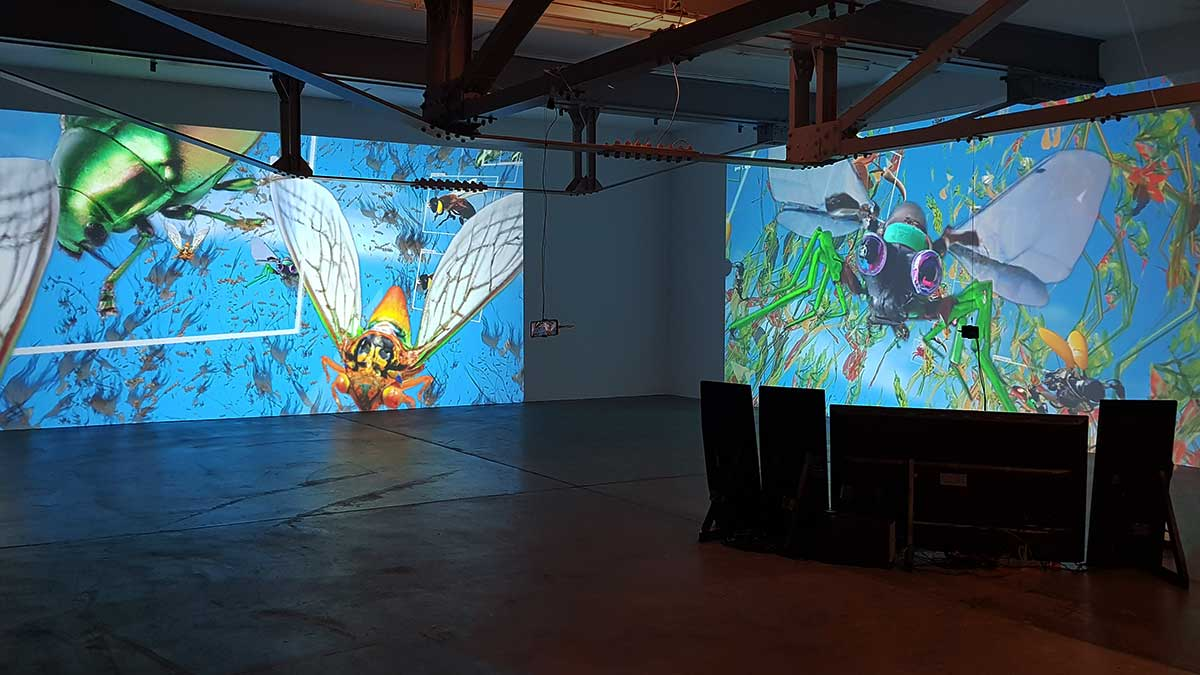
Speculative Evolution, 2024, Kunsthalle Schaffhausen, Svizzera

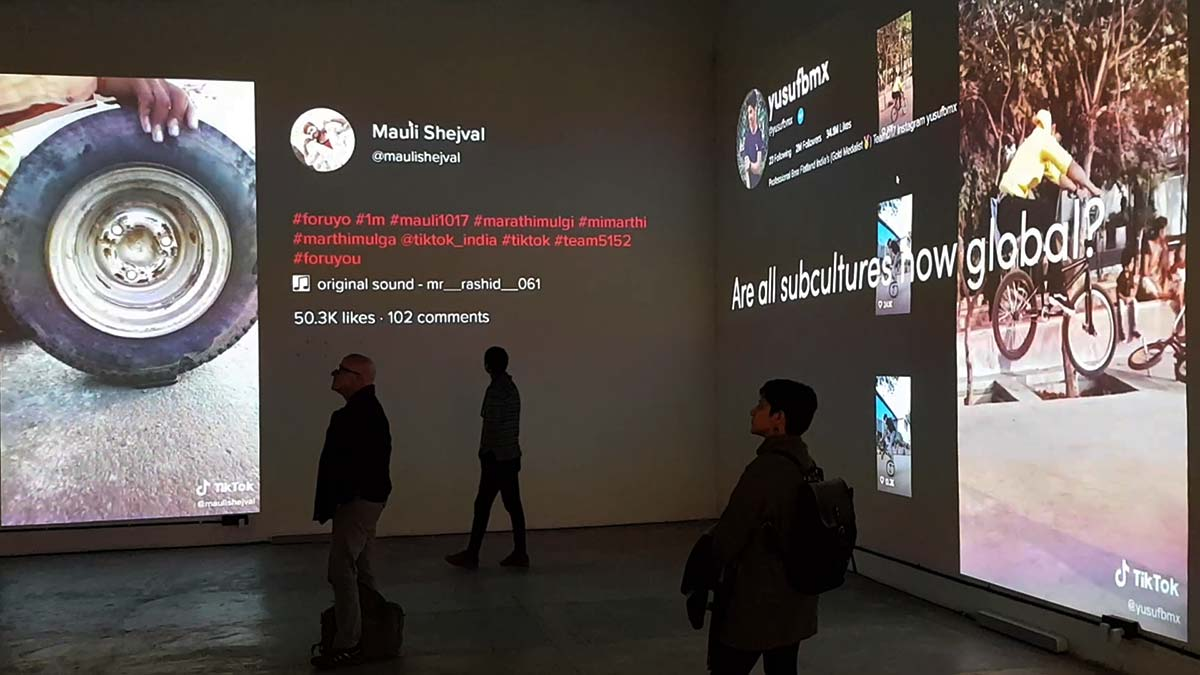
Unfiltered – Tiktok and the Emerging Face of Culture, 2020, SPACE10, India Art Fair New Delhi, India

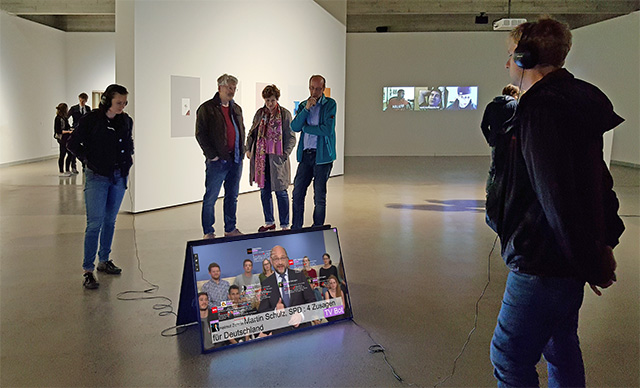
TV Bot, 2017, Port25, Mannheim, Germania

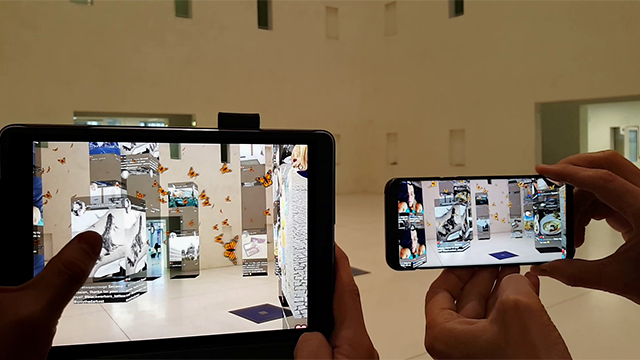
10.000 Moving Cities, Augmented Reality, 2018, Stadtbibliothek, Stuttgart, Germania

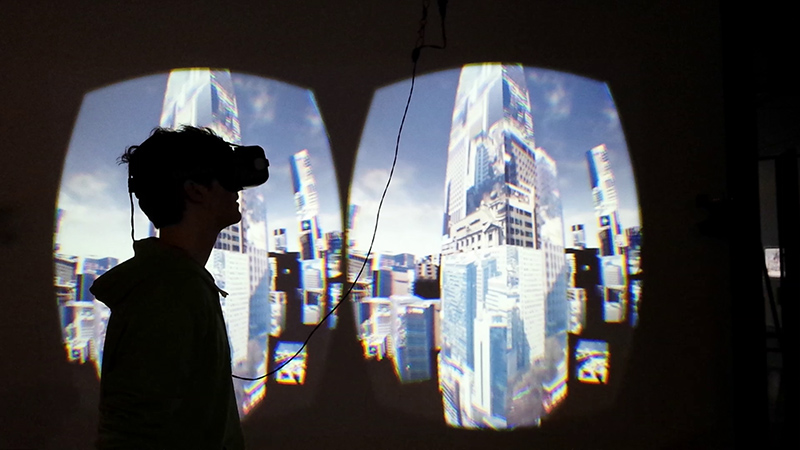
10.000 Moving Cities, Virtual Reality, 2015, ZKM, Karlsruhe, Germania

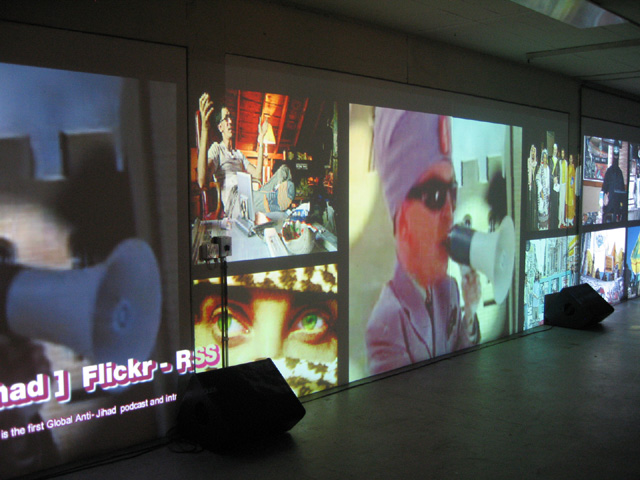
Breaking The News, 2007, Dock 18, Zurigo, Svizzera

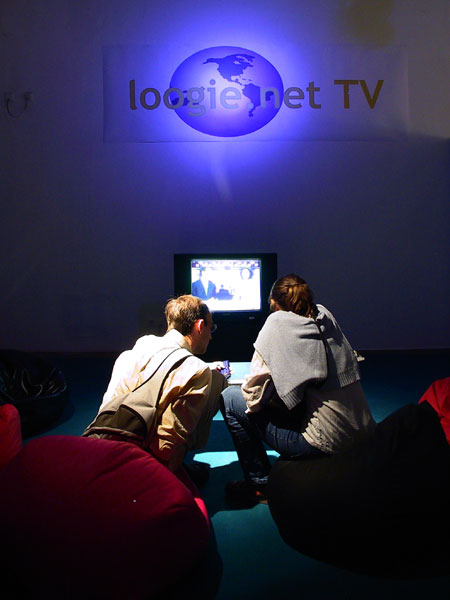
Loogie.net TV, 2004, Ars Electronica, Linz, Austria

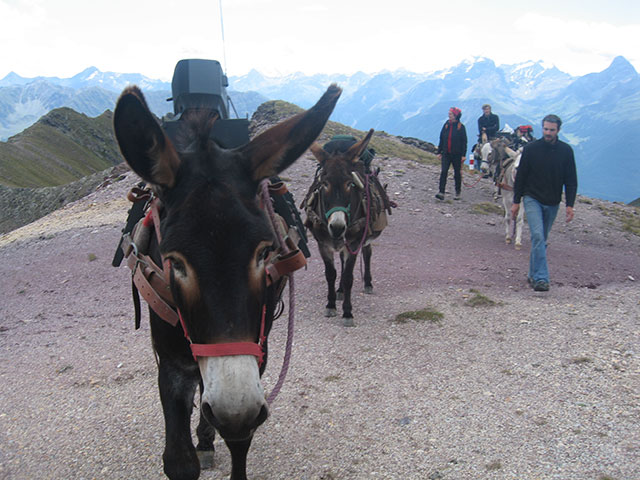
Media Donkeys, 2011, Martüel, Svizzera

Marc Lee (Knutwil, 17 marzo 1969) è un artista svizzero.

## Biografia
Ha studiato presso l'Università di Basilea di Arte e design di installazione e presso l'Università delle Arti di Zurigo new media art al 2003.
Marc Lee crea progetti interattivi e network-oriented dal 1999. Sperimentando con le tecnologie di informazione e comunicazione, i suoi progetti individuano e discutono in maniera critica le implicazioni economiche, politiche, culturali e creative introdotte dai processi di comunicazione sulle reti digitali. Ha esposto nei maggiori centri e festival d’arte e nuovi media, tra cui: MMCA Seoul, ZKM Karlsruhe, New Museum New York, Transmediale Berlin, Ars Electronica Linz, Contemporary Art Biennale Sevilla, Viper e Shift Basel, Read_Me Festival Moskau, CeC Dehli, MoMA Shanghai, ICC Tokyo e Media Art Biennale Seoul. I suoi progetti artistici sono in collezioni private e pubbliche, come ad esempio: Ufficio federale della cultura a Berna, Fotomuseum Winterthur e ZKM Karlsruhe.

## Mostre (selezione)
- Unfiltered, SPACE10, Nuova Delhi, India, 2020[1]
- Stormy Weather, Kunstraum Niederoesterreich, Vienna, Austria, 2020
- Black Swan: Unpredictable Future, Oil Tank Culture Park, Seoul, Corea del Sud, 2020
- Simposio Internazionale d'Arte Elettronica (ISEA), Asia Culture Center (ACC), Gwangju, Corea del Sud, 2019
- FILE SAO PAULO 2019, Festival Internazionale della Lingua Elettronica SESI Gallery, São Paulo, Brasile, 2019
- CYFEST-12: ID, The International Media Art Festival, San Pietroburgo, Russia, 2019
- Moving Cities, Roehrs & Boetsch, Zurigo, Svizzera, 2019
- NEWSBODY - BONE Performance Art Festival, Schlachthaus Theater, Berna, Svizzera, 2019
- Festival Piksel19, BEK - Centro per l'arte elettronica di Bergen, Bergen, Norvegia, 2019
- 10.000 Moving Cities, COMO Screen SKT Tower 65 Eulji-ro Jung-gu, Seoul, Corea del Sud, 2019
- Friends - AI & User-Generated content, PRE livepool - Phoenix Creative Park, Hangzhou, Cina, 2019
- The Kind Stranger, prima mostra del nuovo UNArt Center, Shanghai, Cina, 2019
- Toronto New Wave festival (TNW), Daniels Spectrum, Toronto, Canada, 2019
- Research Technology Urbanity, Schafhof - Centro Europeo per l'Arte dell'Alta Baviera, Frisinga, Germania, 2019
- xCoAx 2019, 7º Convegno Internazionale di Calcolo - Comunicazione - Estetica e X, Milano, Italia, 2019
- Belfast Photo Festival, Golden Thread Gallery, Belfast, Irlanda del Nord, 2019
- Perché eleggere, Polit-Forum, Berna, Svizzera, 2019
- Non-Place, Annka Kultys Gallery, Londra, Inghilterra, 2019
- F(r)iction, Galleria Kona e Lodhi Art Festival, Nuova Delhi, India, 2019
- Art Souterrain - Festival d'arte contemporanea, World Trade Centre, Montreal, Canada, 2019
- 10.000 Moving Cities - Same but Different - AR, Stadtbibliothek, Stoccarda, Germania, 2018
- 8° TADAEX | Mostra annuale d'arte digitale di Teheran, Galleria Mohsen, Teheran, Iran, 2018
- Paradiso artificiale, Künstlerhaus Halle für Kunst & Medien, Graz, Austria, 2018
- Fak'ugesi Digital Africa Festival, Museo d'Arte Wits, Johannesburg, Sud Africa, 2018
- Algorithmic Lifestyle, Roehrs & Boetsch, Zurigo, Svizzera, 2018
- Cairotronica 18, Palazzo delle Arti - Complesso del Teatro dell'Opera, Il Cairo, Egitto, 2018
- Stesso ma diverso, Galleria Synthesis, Berlino, Germania, 2018
- La nuova Biennale d'arte digitale sbagliata, UCSC Digital Arts Research Center, Santa Cruz CA, USA, 2018
- Mostre GLOBAL CONTROL & CENSORSHIP a Białystok, Debrecen, Praga, Riga e Vilnius, 2018
- Aestetic of Changes, MAK - 150 Years of the University of Applied Arts Vienna Austria, 2017–2018
- Open Codes, ZKM, Karlsruhe, Germania, 2017–2018[2]
- VIRTUALITIES AND REALITIES, RIXC Art Science Festival, Center for New Media Culture, Riga, Lettonia, 2017[3]
- Farewell Photography - No Image Is an Island, Port25 and Bookstore Thalia, Mannheim, Germania, 2017
- Bubbling Universes, FILE FESTIVAL, São Paulo, Brasile, 2017[4]
- DEMO DAY, Kunstraum LLC, Brooklyn New York, USA, 2017
- Non-Places, Galerie b, Stuttgart, Germania, 2017[5]
- The Unframed World, HeK, Basel, Svizzera, 2017[6]
- Doomsday - end without end, Museo di storia naturale di Berna, Svizzera, 2017–2021
- New GamePlay, Nam June Paik Art Center, Seoul, Corea, 2016–2017[7]
- The Show Must Go On, Situations, Fotomuseum Winterthur, Svizzera, 2016[8]
- Biennial Update_6/ NTAA, Zebrastraat Ghent, Belgio, 2016
- PHOTOFAIRS, Shanghai, International Art Fairs, Shanghai, Cina, 2016
- Cinnamon Colomboscope, Colombo, Sri Lanka, 2016
- Festival IMAGES, Vevey, Svizzera, 2016
- GROSS, Museum der Kulturen Basilea, Svizzera, 2016–2021
- GLOBALE: Infosphere, ZKM Karlsruhe, Germania, 2015–2016[9]
- GLOBALE: GLOBAL CONTROL AND CENSORSHIP, ZKM Karlsruhe, Germania, 2015-2016[10]

## Premi e riconoscimenti (selezione)
- Pro Helvetia artista in residenza di ricerca, Nuova Delhi e Calcutta, India, 2020
- Breve elenco del Net-Based Art Award, Magazine Kunstbulletin e HeK, Svizzera, 2017 e 2018
- Bogdanka Poznanović Award for the best Media Installation, Live piece, Software, URL, 21st Videomedeja, Serbia, 2017
- Social Media Art Award, Phaenomenale 2015, Wolfsburg, Germania, 2015
- Giappone Media Arts Festival, Art Division, Jury Selection, Tokyo, Giappone, 2014
- ZKM Stipend, Karlsruhe, Germania, 2010
- Pro Helvetia artista in residenza, Bangalore, India, 2009
- SuMa Award 2008, Berlin, Germania, 2008
- Netart Award 2008, Hamburg, Germania, 2008
- Viper International Award 2006 in the category "Transposition", Basel, Svizzera, 2006
- Switch Award 2004, Nomination, Bern, Svizzera, 2004
- tpc CreaTVty award 2003 of new media, TPC Zurich, Svizzera, 2003
- Prezzo dell'allievo University of Art and Design, Zurich, Svizzera, 2003
- Honorary Mentions, media art festival Ars Electronica Prices, Linz, Austria, 2003
- Transmediale Award 2002 in the category "Software", Berlin, Germania, 2002
- Transmediale Public Vote Award 2002 in the categories "Interaction" and "Software", Berlin, Germania, 2002
- Transmediale 2002 "Honorary Mention" in the category "Interaction", Berlin, Germania, 2002
- Read_Me Festival 2002, "Honorary Mention", Mosca, Russia, 2002
- Viper Swiss Award 2002 "for Newcomers", Basel, Svizzera, 2002

## Pubblicazioni (selezione)
- KUNSTFORUM International Bd. 267, post-futuristisch, Magazine, 2020[11]
- LUX AETERNA - ISEA 2019 Art, Catalogue, 2019[12]
- xCoAx 2019: Proceedings of the Seventh Conference on Computation, Communication, Aesthetics and X, 2019[13]
- FILE SÃO PAULO 2019: 20 Years of FILE 20 Years of Art and Technology, 2019 ISBN 9788589730297
- Research TECHNOLOGY URBANITY, Schafhof - Centro europeo per l'arte dell'Alta Baviera, 2019[14]
- Marc Lee: Non-Places, Annka Kultys Gallery, 2019
- The Internet of other people’s things, 2018 ISBN 978-3-9504200-1-2
- Faceless – Re-inventing Privacy Through Subversive Media Strategies, 2018 ISBN 978-3-11-052771-1
- Media Arts in Svizzera, 2018 ISBN 978-3-85616-867-4
- Farewell Photography, Biennale für aktuelle Fotografie, 2017 ISBN 9783960982050
- Bubbling Universes – FILE SÃO PAULO 2017 ISBN 9788589730235
- THE UNFRAMED WORLD, Virtual Reality as Artistic Medium, Sabine Himmelsbach, 2017 ISBN 978-3-85616-850-6
- New Gameplay – Nam June Paik Art Center, Jinsuk Suh, 2017 ISBN 978-89-971283-3-4
- Update 6, New Technological Art Award. Exposition internationale, 2016 ISBN 9789492321473
- Festival Images Vevey 2016 ISBN 9782970081777
- Poetics and Politics of Data, HeK, S. Himmelsbach, C. Mareis, 2015 ISBN 978-3-85616-681-6
- 18th Japan Media Arts Festival, Award-winning Works, Tokyo, 2015
- Inauguration, National Museum of Modern and Contemporary Art, Corea, 2014 ISBN 978-89-6303-069-2
- Conservazione Digital Art, Conservazione Digital Art: Teoria e Pratica, Bernhard Serexhe, 2013 ISBN 978-3-7091-1467-4